# Пољска оклопна возила у Другом светском рату
У периоду пре Другог светског рата, Пољска је била једна од ретких мањих држава која је имала сопствену индустрију оклопних возила. У тренутку немачке инвазије (1939), Пољска је располагала са око 1.200 оклопних возила, већином домаће производње.

## Историја

### Оклопна кола
Оклопна кола била су главно оружје пољске армије почетком 20-тих година (Пољско-совјетски рат), али до краја деценије залихе оклопних возила биле су истрошене. Набављено је више стотина Ситроенових Б-10 камиона-гусеничара, и њих 90 је прерађено у борна кола, по плановима министарства војске. Резултат је било мало возило, јер је Б-10 био необично мали за камион-гусеничар, са двочланом посадом и куполом за кратки топ од 37mm или лаки митраљез. Ова борна кола (модел 28) коришћена су на маневрима 1928, који су показали кратак век гумених гусеница. Због тога је одлучено да се борна кола прераде у четвороточкаше, и прототип је успешно тестиран у марту 1933. Конверзија је извршена једноствном заменом задње осовине камиона-гусеничара (осовином камиона Пољски Фијат 614) и мотора (аутомобилским-Пољски Фијат 108). Тако су настала Оклопна кола модел 34, која су 1939. била организована у 10 дивизиона по 9 возила.
Тешка оклопна кола модел 29, као додатак лаким, изграђена су на шасији камиона Урсус (4x2) од 2 тоне, са малом осмоугаоном куполом наоружаном топом од 37 mm. Због њихове тежине и немогућности кретања ван пута, произведено је само 10 комада.

### Тенкови

#### Увоз
Пољска армија имала је 1920. 120 француских тенкова Рено ФТ-17, који су се одлично показали у Совјетско-пољском рату (1919—1921). Пред рат 1939. у служби је било још око 100 ових тенкова: 32 на оклопним возовима и 70 у саставу једног оклопног батаљона. 1932. застарелост ФТ-17 постала је очигледна и Пољска је купила 50 тенкова Викерс Модел Е: 38 достављено је у целини, а још 12 у деловима. Сви тенкови били су тип Б са две куполе: до 1934. купљене су од Викерса куполе типа А наоружане топом од 3 фунте (47 mm) и извршена је конверзија 22 тенка у тип А, док су преосталих 16 типа Б наоружани са по два митраљеза калибра 7,92 mm: ови тенкови учествовали су одбрани Пољске 1939. и послужили су као основа за производњу тенкова 7ТП.

#### 7ТП
Оригинални план за производњу тенкова Викерс Модел Е по лиценци измењен је 1935. када су пољски инжињери побољшали возило и добили пољски тенк 7ТП: до почетка рата произведено је 135 ових тенкова (24 типа А са 2 куполе, остали типа Б), а још 12 испоручено је право на бојиште током рата.
Спора производња 7ТП натерала је пољску владу да у фебруару 1939. купи у Француској 100 тенкова Рено Р-35 иако су се лоше показали на тестирању: само 50 ових возила испоручено је пре немачког напада 1. септембра 1939.

### Танкете
1929. купљено је у Великој Британији неколико танкета Викерс Карден-Лојд Мк VI: ова возила прерађена су у пољској фабрици аутомобила Урсус додавањем више оклопне кабине за посаду и названа ТК-3. Нова возила примљена су у службу као ТК извиђачки тенкови, и до 1933. произведено је 300 комада.
Основна замерка ТК-3 био је сувише слаб мотор, и 1933. пројектована је нова танкета ТКС, са јачим мотором (Пољски Фијат) и нешто дебљим фронталним оклопом. До краја продукције 1936. направљено је 269 комада. У јануару 1939. армија је наредила наоружавање 150 танкета ТК-3 и ТКС топом од 20 mm, са циљем да послуже као минијатурни ловци тенкова: само 24 танкете прерађене су на време за почетак рата.

## У току немачкеинвазије на Пољску (1939)

### Супротстављене снаге
Уочи немачке инвазије на Пољску 1. септембра 1939. Пољска је располагала са 1.012 (по неким изворима само 880) тенкова и 100 оклопних кола. Око 220 тенкова били су сразмерно модерни лаки тенкови 7ТП, Викерс Модел Е и Рено Р-35, 90 су били застарели Рено ФТ-17 из Првог светског рата, а 690 (70%) биле су танкете наоружане само митраљезом (само 24 имале су топ 20 mm). Ова лака (или застарела) оклопна возила била су подељена у 8 оклопних батаљона (по 50 тенкова) и дивизионе (по 9 оклопних возила) и расејана по читавој територији Пољске.
Њима у сусрет долазила је немачка армија са 2.400 тенкова организованих у 12 оклопних дивизија (свака са по 150-300 тенкова): у таквој ситуацији локална бројчана надмоћ увек је била на страни Немаца. Док је пољски најбољи тенк 7ТП могао да се мери са лаким тенковима Панцер I и Панцер II, средњи тенкови Панцер III и Панцер IV били су сувише јаки, иако још малобројни у ово време (1939). Са друге стране, обичне пољске танкете биле су слабије чак и од лаког Панцер I, са изузетком 24 танкете наоружане топом од 20 mm.

### Различита стратегија
Док су пољске оклопне јединице биле расејане по читавом фронту, са задатком да подржавају одбрану пешадије, нова немачка тактика ослањала се на концентрисање оклопних снага и брзе обухватне продоре под сталном подршком авијације: ова тактика, Муњевити рат (нем. Blitzkrieg) показаће се способном да савлада и далеко бројније оклопне снаге СССР током Операције Барбароса.

### У борби
Иако поражене у краткотрајном рату, пољске оклопне јединице постигле су неколико победа, углавном користећи тактику заседа и малобројне танкете наоружане топом од 20 mm, које су због својих малих димензија биле идеалне за напад из заседе: ове танкете уништиле су током рата 13 немачких тенкова. 7ТП показао се смртоносним у борби изблиза, а његов против-тенковски топ од 37mm показао се бољим од топова прве генерације тенкова Панцер III: у директним окршајима пољски тенкови уништили су 40 немачких тенкова, изгубивши 70 својих.